# Вогні Єгуди

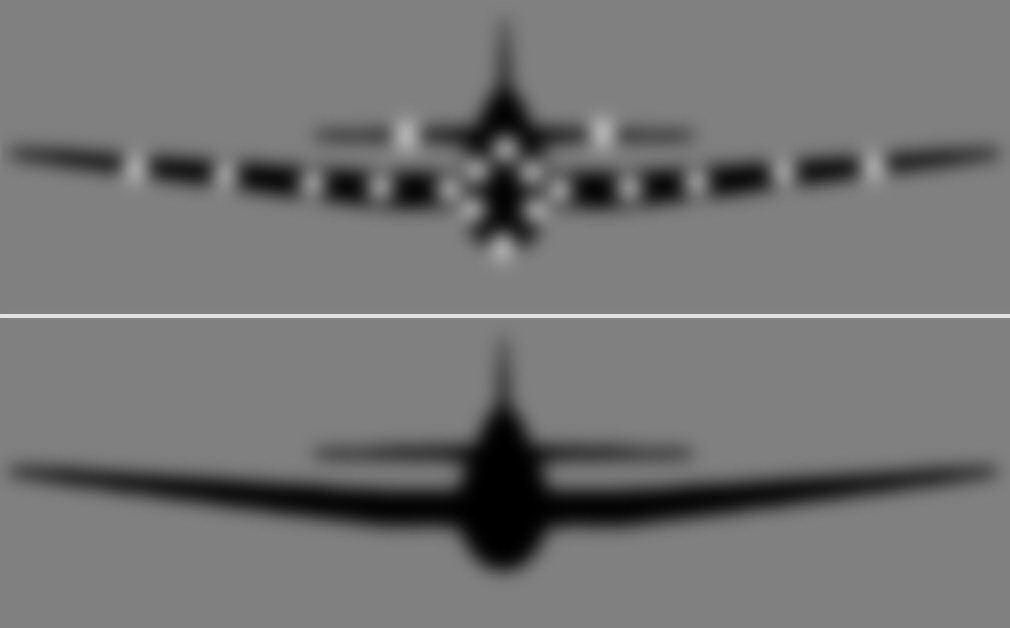
Силует літака Grumman TBF Avenger з ввімкненими вогням Єгуди та без них.

Вогні Єгу́ди (англ. Yehudi lights) — різновид активного камуфляжу з використанням контросвітлення. Це електричні ліхтарі з автоматично регульованою яскравістю, які розміщуються на поверхні літака, дозволяючи підвищити його освітленість до яскравості фону неба. В такий спосіб силует літака стає менш темним на тлі неба і, відповідно, менш помітним.
Ця технологія розроблялася ВМС США з 1943 року Концепція була заснована на попередніх дослідженнях Королівського військово-морського флоту Канади в рамках проєкту камуфляжу розсіяного освітлення.
«Вогні Єгуди» так і не були використані під час війни і застаріли після неї з огляду на широке використання радарів. У 1970-х роках удосконалення стелс-технологій знову викликало інтерес до використання такого камуфляжу.
Слово «Єгуда» в назві проєкту являє собою єврейське ім'я, що на тодішньому слензі означало таємничо відсутню особу (детальніше про походження цієї фрази див. у статті Who's Yehoodi?).

## Канадське походження
Ідея маскування кораблів за допомогою наближення яскравості їх силуетів до фону неба вперше була використана в експериментах канадського флоту на початку Другої світової війни. Канадський професор Едмунд Годфрі Берр випадково відкрив це явище, коли побачив, як літак, що збирався приземлитися над снігом, раптово став невидимим: відбите снігом світло збільшило яскравість літака настільки, що він злився із фоном неба.
Кораблі були оснащені звичайними прожекторами, встановленими на невеликих платформах, прикріплених до бортів і спрямованих на ці ж борти. Яскравість можна було регулювати відповідно до яскравості неба, в тому числі автоматично за допомогою фотоелементів. Канадський експеримент показав, що такий камуфляж може бути ефективним, і проєкт викликав інтерес як у Великобританії, так і в США. Втім, обладнання було громіздким і крихким, і жоден з флотів, що працювали над проєктом, так і не пустили його у масове виробництво.

## Дослідницький проєкт ВМС США
«Вогні Єгуди» були розроблені з метою протистояння загрозі німецьких підводних човнів для кораблів союзників у Північній Атлантиці. Директор технічної служби (англ. Director Of Technical Services, DTS) ВПС США звернувся до відділу камуфляжу Комітету з досліджень національної оборони (англ. National Defense Research Committee, NDRC) з проханням розробити метод маскування, який би дозволив оснащеному радіолокатором протичовновому літаку непомітно наблизитисядо ворожої субмарини і вразити її глибинними бомбами до того, як вона встигне зануритися і втекти.
Британські дослідники визначили, що маскування днища літака вдень споживатиме непомірно велику кількість електроенергії, а також що встановлені зовні прожектори (дотримуючись канадського підходу) сильно погіршують аеродинаміку літака.
Було знайдено менш енергоємний варіант: при ньому ліхтарі встановлювалися лише на передніх поверхнях літака, а сам літак мав наближуватися до субмарини по прямій лінії з відхиленням не більше за 3 градуси, щоб до ворога була повернута лише його освітлена передня сторона. Пілоти відзначили, при наближенні по прямій лінії носова частина літака для компенсації бічного вітру не буде спрямована прямо на ворога, а має бути відхилена приблизно на 20 градусів. Оскільки зробити промені достатньо яскравими під таким широким кутом було неможливо, пілоти мали б тримати ніс літака спрямованим прямо в бік цілі, що призвело б до викривлення траєкторії заходу на ціль.
NDRC підрахував, що ліхтарі можуть бути розташовувані на відстані до 4 футів (1,2 м) один від одного, не стаючи видимими як окремі об'єкти на відстані 2 миль (3,2 км). На основі цього було підраховано, що для маскування у такий спосіб великого літака, наприклад бомбардувальника B-24 Liberator, споживання електроенергії становитиме менш ніж 500 Вт. Таким чином, головним напрямком досліджень стало використання передніх вогнів.

## Наземне прототипування

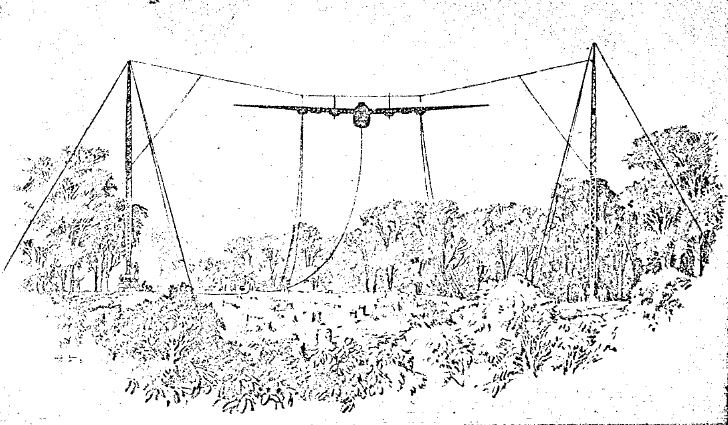
Фанерний прототип літака з Вогнями Єгуди, створений взимку 1943 року для демонстрації концепції контросвітлення за допомогою спрямованих вперед ліхтарів на літаку B-24 Liberator

Було створено фанерний макет бомбардувальника Liberator у натуральну величину. Цей макет підвісили на вежах на висоті 100 футів (30 м) у місці, де його можна було побачити з точки, розташованої у 2 милях (3,2 км) в бухті Ойстер-Бей, Лонг-Айленд. Спостережувальна точка знаходилася трохи вище рівня моря з тим розрахунком, що за літаком спостерігатимуть з бойової рубки підводного човна.
Макет був оснащений PAR-прожекторами виробництва General Electric. Рефлектори прожекторів звужували промінь до 3 градусів по горизонталі та до 6 градусів по вертикалі, щоб мінімізувати споживання електроенергії для досягнення необхідної яскравості. Яскравість прожекторів регулювалася за допомогою змінного резистора.
Експеримент було проведено взимку 1943 року. Для цього обрали день, коли видимість була вище 2 миль (3,2 км), а сила вітру не загрожувала пошкодити прототип. Спостерігачі могли чітко бачити використані для підвішування моделі троси товщиною 1 дюйм (2,5 см), але сам її силует при правильно відрегульованих лампах лишався зовсім невидимим.

## Випробування на літаках

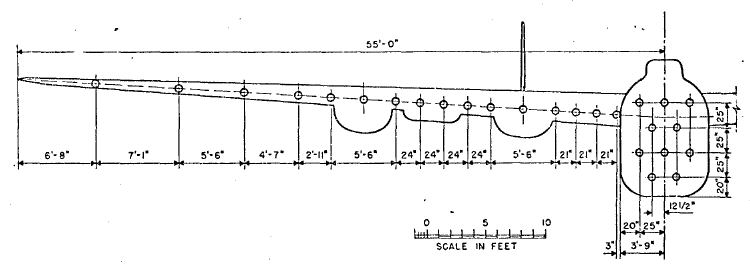
Схема розташування вогнів Єгуди вздовж передніх країв і передньої частини фюзеляжу літака B-24 Liberator

Спрямовані вперед ліхтарі встановлювалися в носовій частині літака та на передніх краях крил (або підвішені під крилами). Яскравість контролювалася за допомогою фотоелементів, один з яких був спрямований у небо, інший — на лампу. Така схема регулювала яскравість лампи таким чином, щоб вихідний сигнал обох фотоелементів був рівним. З 1943 по 1945 рік ця система була випробувана на бомбардувальниках B-24 Liberator, торпедних бомбардувальниках Avenger, а також плануючих бомбах. Втім, у використання система так і не була введена.

## Результати
У 1945 році обладнаний «вогнями Єгуди» Grumman Avenger зміг наблизитися до корабля на відстань 2700 м, перш ніж був помічений. Незакамуфльований літак за таких же умов помітили на відстані приблизно 19 км. Тоді зазначалося, що така технологія змусить ворога або відмовитися від радіолокаційної тиші, що полегшить виявлення місцезнаходження підводних човнів (хоча й ускладнить наближення до них), або ж спостерігачі будть змушені постійно використовувати біноклі. Оскільки на той час поле зору 8-кратного біноклю становило лише 5 градусів, а німецькі підводні човни на поверхні тримали вахту з трьох спостерігачів, кожному з яких було призначено контроль сектору в 120 градусів, такий камуфляж було визнано ефективним.

## Подальші розробки
Використання світлового камуфляжу для непомітного наближення до цілі застаріла ще у 1940-1950-х роках через розвиток радарів. Інтерес до цього способу повернувся з розвитком технології Стелс. У 1973 році, коли компанія McDonnell Douglas, проводячи розробки для Управління військово-морських досліджень, модифікувала F-4 Phantom II «вогнями Єгуди» на нижній частині.
Наприкінці 1970-х років, коли підрозділ Skunk Works компанії Lockheed Martin уклав контракт на розробку прототипу літака-невидимки Have Blue (згодом на основі цього прототипу було розроблено штурмовик-невидимку F-117A та бомбардувальник-невидимку B-2). Втім, використання у цьому проєкті будь-якого активного камуфляжу, в тому числі «вогнів Єгуди», врешті було відхилено.